# 中韓通商條約
中韩通商条约，又称《大清国·大韩国通商条约》，是1899年清朝与大韩帝国在汉城（今首尔）签订的十五条通商条约。《中韩通商条约》是两国在当时对外签订的条约之一，其签订开启了中国与朝鲜半岛在相对平等的基础上官方交往的先河，具有重要的历史意义。

## 修约背景
朝鲜王朝过去一直是中国明朝和清朝的藩属国。朝鲜发生“壬午兵变”以后，清王朝加强了对朝鲜的控制，与之签订了包括《中朝商民水陆贸易章程》、《仁川口华商地界章程》在内的一系列条约，获得了领事裁判权、海关监管权、外交监督权等许多特权。这些条约都被认为是不平等条约，但当时中国和朝鲜的地位本来就是不平等的，因此这也无可厚非。
1894年，日本挑起甲午中日战争，并于当年7月23日攻占朝鲜王宫景福宫，另立兴宣大院君为首的亲日傀儡政府。7月25日，日本发动丰岛海战，终于引爆了甲午战争，而朝鲜亲日政府也在同一天宣布“朝鲜从此为自主之国，不再朝贡”，废除与中国签订的一切条约，并“委托”日军驱逐驻朝清军。1895年1月7日，朝鲜国王李熙（朝鲜高宗）率世子及文武百官参拜宗庙，宣誓《洪范十四条》，第一条即称“割断依附清国虑念，确建自主独立基础”。朝鲜半岛与中华帝国上千年的宗藩关系就此终结。
1895年中日《马关条约》签订以后，清政府虽承认朝鲜“完全无缺之独立自主”，但由于朝鲜毕竟是清王朝两百多年来的附属国和甲午战争期间的敌国，因此清政府对中朝复交持保留态度，对朝鲜的亲日政权也很不满，两国邦交正常化的进程较为缓慢。尽管如此，中朝两国经济文化联系紧密，且朝鲜在1896年2月俄馆播迁以后由亲俄政权取代亲日政权，而同年6月清朝大臣李鸿章又在俄国签订《中俄密约》，两国又都有了“联俄制日”的政治基础。如此一来，中朝两国初步具备了复交条件。朝鲜方面多次请求清朝与其建立平等外交关系，但清朝政府仍放不下天朝上国的架子，认为“英、法、德驻韩皆是总领事，南美如秘鲁、伯理维亚（玻利维亚）等小国，俄、奥、德亦派总领事”、“如果韩王必欲居自主之国，拟准商订通商章程，不立条约、不遣使臣、不递国书，中国派总领事一员驻扎汉城，代办使事，以存属国之体”，仅同意设领事官而已。 1896年11月24日，唐绍仪被任命为驻朝总领事，中朝虽然并未正式建交，但迈开了两国关系正常化的重要一步。
1897年10月12日，高宗自称皇帝，改国号为“大韩帝国”。唐绍仪不以为然，他对清廷报告了高宗称帝的动机及原拟国号为“大华”后改为“大韩”以后，不屑地数落道：“僭窃之极，从古未闻。似此妄自尊大，不知戒慎，恐东方之祸机亦即伏于此矣！”   然而当时的大韩帝国却一再恳请与清朝复交，派外部大臣闵种默等人一再交涉。唐绍仪对他们的回答仍然冷淡，表示“此事攸关昔年体制，我政府定不愿与闻”，并说韩国没有自主之权，与清朝建交是“徒存臆想”。可见当时清朝内心仍然将韩国视为自己的属邦，不愿意放下体面和自尊。但两国山水相连，交往已久，而且有共同的国家利益，再加上当时清廷对李熙称帝持观望态度，而列强又陆续承认其称帝的事实，甚至俄国和日本分别于1898年3月2日和6月12日劝告清廷与新生的大韩帝国建交，清廷也逐渐缓和态度、放下身架，与韩国接触并决定签订条约，建立平等外交关系。

## 谈判经过
1898年8月5日（光绪二十四年六月十八日），清德宗（光绪帝）针对中韩关系表示：“所有派使、递国书、议约，韩使来京、递国书、觐见，均准行。”  最初是大韩帝国打算派沈相薰赴华，甚至韩国的英籍税务司柏卓安（J. M. Brown）甚至已经起草了韩国的国书。 但是8月7日光绪帝又决定由中国派使赴韩。清政府拟派翰林院编修张亨嘉充任使臣赴韩缔约，张亨嘉认为这件事很羞耻，便借口母亲老迈而力辞不就。 清廷又于8月13日转派曾有外交经验的安徽按察使徐寿朋出任驻扎韩国钦差大臣。当时中国正值戊戌变法期间，光绪帝在遣使一事上起到重要的作用。当时总理衙门仍把韩国当做属国，拟给韩国的国书开头为“朝鲜国主”，光绪皇帝看见以后，斥责总署官员思想僵化，并亲笔将“朝鲜国主”改为“韩国皇帝”。他指出：“朝鲜既有自主之权，即为平等之国” 并引用中国春秋时期鲁僖公被邾国打败、楚国莫敖屈瑕被罗国打败的历史告诫大臣们韩国不容小看。这个事迹在当时被中国的进步人士广泛传颂，并被梁启超收录进《戊戌政变记》附录之“光绪圣德记”中。
1898年11月，徐寿朋带着国书前往天津，准备搭船赴任。但由于船期和天气等原因延误了些许时日，又加上此时韩国国内独立协会运动达到高潮，官民冲突加剧，政局动荡不安，因此决定推迟赴韩日期。徐寿朋于12月初前往上海，待韩国独立协会及万民共同会骚动平息后再动身。1899年1月22日，徐寿朋等人乘坐南洋兵轮赴韩。1899年1月25日，徐寿朋抵达韩国首都汉城（今首尔）。韩国对其热烈欢迎，韩方史料记载“清国公使徐寿朋今日入来时，南门（崇礼门）外壮设白布，遮日云也。徐氏乘四人轿，垂红阳伞，又此随员马上客，不知其数云耳。” 大韩帝国高宗皇帝也于徐寿朋到来前的1月14日任命外部大臣朴齐纯为全权大臣，负责与清朝缔约建交事宜。   1899年2月1日，高宗李熙身着西式礼服，在庆运宫咸宁殿接见了徐寿朋，并接受了徐寿朋亲递的国书。徐寿朋在给清廷的奏折中写道：

臣当率参赞官恭赍国书前赴韩宫，其宫内府及外部大臣在关门内休憩所迎候。
迎入少息，引带登殿。
韩皇西装戎服，握手为礼，立受国书。
臣展读颂词，韩皇答语慰劳，复行握手。臣一鞠躬退出。
计连进殿门近御座，前后共三鞠躬。该国仍用肩舆送回。照西洋通例也。

徐寿朋来韩在韩国朝野引起了不小的震动，一时传为盛事。毕竟中韩已经断交了5年，更重要的是这是数千年来中国首次平等对待朝鲜半岛，使臣也不像过去数百年的“敕使”那样高高在上。尽管当时的韩国新闻管制较为严格，不许本国报纸报道国书，但韩国人（尤其是知识分子）争相购买《朝鲜新报》等外国人办的报纸，阅读徐寿朋带来的国书，许多人看到中韩终于建立平等外交关系，表示非常欣慰。 
从1899年2月15日起，徐寿朋开始和朴齐纯进行缔约谈判。在以后7个月间，中韩双方全权代表在汉城就相关问题进行了8次谈判，分别为1899年的2月15日、4月19日、5月5日、6月7日、6月15日、23日、30日、7月18日。  双方的主要争论在于华商汉城撤栈和派员勘界的问题，最后达成妥协，汉城撤栈缓议，边界问题亦采取搁置争议的态度。在谈判过程前后，徐寿朋也表现出对韩观念的变化，比如他在中国初接圣旨时，在谢恩折中称：“查朝鲜为东瀛弱国，使臣须专对长才，推以大字小之仁，用绥藩服，赞居中驭外之道，式固邦交”，仍以“字小”的心态视韩国为藩邦；但在谈判结束后，又称“韩国昔为藩属，今作友邦。时势迁移，莫可回挽。盱衡往事，良用慨然”，虽然仍流露出对宗藩关系的一丝挂念，但已将韩国视作为平等的“友邦” 。他对韩国观念的这一变化可以说在中国人中非常具有典型性。而此时中国和韩国虽然不再是宗主国和属国的关系，但余温尚存，这从1899年8月15日徐寿朋致清政府报告中可以看出：

“韩国昔为藩属，今作友邦，新号甫称，旧情犹在。君臣上下，多存向旧之心，而韩皇独念中朝，悃忱犹切
……
三次进宫，韩皇每次必请皇太后、皇上圣安，词意殷殷，颇形恳挚
……
其各部院大臣亦间有以土产见赠者，俱称不忘朝廷旧恩，故于使臣亦加亲爱”。

条约在7月下旬基本敲定，1899年9月11日，中韩两国终于签订了通商条约，正式建交，中方称为《中韩通商条约》，韩方称为《韩清通商条约》（한청통상조약）。同年12月14日，两国交换条约批准书。至此，中国清朝和大韩帝国建立了公使级外交关系，从此中韩关系进入一个平稳发展的时期。

## 影响和意义
从内容来看，《中韩通商条约》的文字大体沿袭1882年《朝美修好通商条约》以来朝鲜对外签订条约的模式，但其最大的不同就是这一条约是一个平等的条约。在这个条约中，中韩双方享有对等的权利，履行对等的义务，是一个平等互利的条约。
中韩两国还本着搁置争议的原则，针对当时韩国人越界开垦的问题和两国陆路贸易的现状，第十二款规定双方均须禁止“潜越边界”，并且“重订陆路通商章程税则”。这虽然为当时中韩建交创造了条件，但也会后来愈演愈烈的“间岛问题”埋下伏笔。而且在条约谈判过程中韩国也钻了中国的空子，朴齐纯援引中国和巴西的条约，硬是在草案第五款第二项加入了“由地方官一面知照领事官，一面派差协同设法拘拿”一句 ，这成为后来韩国派官兵进入中国缉捕逃犯的依据。
总体看来，《中韩通商条约》不仅是清朝和大韩帝国签订的第一个平等条约，更是中国与朝鲜半岛官方平等交往的开端，在中韩关系史上具有划时代的意义。大韩民国文教部国史编纂委员会委员长李泰镇教授对《中韩通商条约》评论道：“从国际法秩序的角度看，可以说是与中国式中华主义残余作斗争的成果。这不亚于日本修订与西方列强之间的不平等条约的意义。”
《中韩通商条约》签订以后，中韩正式建交。清朝先后任命了3任驻韩公使，1任代理公使；韩国先后任命了3任驻清公使，1任署理公使。1905年11月17日，日本强迫大韩帝国签订《乙巳条约》，剥夺了韩国的外交权，清朝驻韩及韩国驻清的公使机构随后被撤销。《中韩通商条约》遂自动作废。